# Courcelles (Bèlgica)
Courcelles (en való Courcele) és un municipi belga de la província d'Hainaut a la regió valona. Comprèn les localitats de Courcelles, Trazegnies, Souvret i Gouy-lez-Piéton. L'1 de gener del 2024 tenia 31.301habitants.

## Agermanaments
- Guémené-Penfao
- Artogne[2]